# Adli Yakan Pacha
Pour les articles homonymes, voir Yakan.
Adli Yakan Pacha (18 janvier 1864 au Caire - 22 octobre 1933 à Paris) (Arabe: عدلي يكن باشا), parfois appelé Adly Pasha, est un homme politique égyptien.

## Biographie
Il exerce la fonction de Premier ministre sous le sultanat d'Égypte du 16 mars 1921 au 1er mars 1922, puis du 7 juin 1926 au 26 avril 1927, et enfin du 4 octobre 1929 au 1er janvier 1930, les deux dernières fois sous le royaume d'Égypte. Il a occupé également plusieurs postes politiques de premier plan : ministre des Affaires étrangères, ministre de l'Intérieur et président du Sénat.
Il est mort à Paris. Il était le petit-neveu de Méhémet Ali.